# Jaume Veray i Batlle
Jaume Veray Batlle (Girona, 29 d'abril de 1934 - 25 de març de 2008) fou un empresari agrari i polític català.

## Biografia
Veray era fill d'una família de llarga tradició, i la seva mare fou assassinada durant la guerra civil espanyola. El 1951 anà a l'Escola Central d'Agricultura de Madrid a estudiar peritatge agrari; allà va contactar amb Manuel Fraga Iribarne, Rodolfo Martín Villa, Laureà López Rodó, Alberto Ullastres Calvo i Vicente Mortes Alfonso.
Posteriorment treballà als Laboratoris de la Central Lletera de Girona i fou director comercial del polígon industrial de Celrà. Ha estat president de l'Associació de Promotors de Sol Industrial de Catalunya i d'ADEGA. Membre d'Aliança Popular, i després del Partit Popular, en fou secretari provincial de Girona el 1982-1985 i 1987-2000. Ha estat també diputat per la circumscripció de Girona durant la segona legislatura de la Catalunya autonòmica (1984-1988), durant la qual fou membre de la Comissió d'Agricultura, Ramaderia i Pesca i membre de la Comissió de Política Territorial del Parlament de Catalunya.
Vinculat a la tradició religiosa de Girona, ha estat membre de l'Arxiconfraria de la Passió i Mort de Girona i va ser portador del Crist crucificat en la processó del Sant Enterrament del Divendres Sant. També fou afeccionat al rugbi.
La seva filla, Concepció Veray Cama, ha estat regidora a l'ajuntament de Girona pel PP.
Veray va morir el 2008 d'una malaltia cardiovascular.